# James Albert Gary

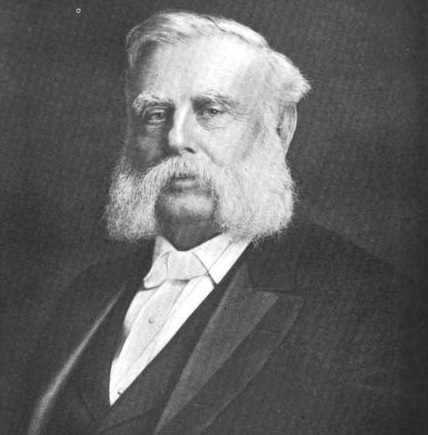
James Albert Gary

James Albert Gary (* 22. Oktober 1833 in Montville, Connecticut; † 31. Oktober 1920 in Baltimore, Maryland) war ein US-amerikanischer Geschäftsmann und Politiker (Republikanische Partei), der dem Kabinett von Präsident William McKinley als US-Postminister angehörte.

## Werdegang
Gary war ein erfolgreicher Geschäftsmann auf dem Gebiet der Baumwollverarbeitung. Parallel dazu versuchte er als lebenslanges Mitglied der Republikanischen Partei stets auch in der Politik Fuß zu fassen, doch die meisten seiner Anläufe für ein öffentliches Amt scheiterten. So kandidierte er 1858 erstmals erfolglos für den Senat von Maryland. 1870 musste er bei der Wahl zum US-Repräsentantenhaus erneut eine Niederlage hinnehmen, ebenso zwei Jahre später. Auch die Kandidatur als Gouverneur von Maryland missglückte 1879, wobei dieser Staat zu jener Zeit auch deutlich von der Demokratischen Partei dominiert wurde. Gary erzielte 42,3 Prozent der Stimmen und unterlag damit dem Demokraten William Thomas Hamilton (56,9 Prozent).
Innerhalb seiner Partei war Gary eine angesehene Persönlichkeit. Er vertrat Maryland zwischen 1872 und 1896 bei sämtlichen Republican National Conventions; zudem gehörte er von 1880 bis 1896 dem Republican National Committee an. Im Jahr 1883 war er Vorsitzender der Republikaner in Maryland.
Nach der Wahl William McKinleys zum US-Präsidenten berief dieser James Gary als Postmaster General in sein Kabinett. Er trat sein Amt am 5. März 1897 an, legte es aber schon ein gutes Jahr später am 18. April 1898 wieder nieder. Grund dafür war einerseits seine angeschlagene Gesundheit; überdies trug er die wachsenden Feindseligkeiten gegenüber Spanien nicht mit, die im nur eine Woche nach seinem Ausscheiden beginnenden Spanisch-Amerikanischen Krieg gipfelten. So verlief seine Amtszeit ohne erwähnenswerte Leistungen; in Erinnerung blieb sein Vorschlag, ein Postal Savings System (Postsparkasse) ins Leben zu rufen, den einige Jahre später sein Amtsnachfolger Frank H. Hitchcock in die Tat umsetzte.
Nach dem Ende seiner politischen Laufbahn konzentrierte sich Gary wieder auf seine geschäftlichen Aktivitäten. Er war Vizepräsident der Consolidated Gas Company und Präsident der Citizens National Bank in Baltimore, wo er im Oktober 1920 verstarb und beigesetzt wurde.